# 213-я ночная бомбардировочная авиационная дивизия
213-я ночная бомбардировочная авиационная Витебская Краснознамённая орденов Суворова и Кутузова дивизия  (213-я нбад) — соединение Военно-Воздушных сил (ВВС) Вооружённых Сил РККА бомбардировочной авиации, принимавшее участие в боевых действиях Великой Отечественной войны.

## Наименования дивизии
- ВВС 50-й армии[1];
- 213-я ночная бомбардировочная авиационная дивизия[1];
- 213-я ночная бомбардировочная авиационная Витебская дивизия[1];
- 213-я ночная бомбардировочная авиационная Витебская Краснознамённая дивизия[1];
- 213-я ночная бомбардировочная авиационная Витебская Краснознамённая ордена Кутузова дивизия[1];
- 213-я ночная бомбардировочная авиационная Витебская Краснознамённая орденов Суворова и Кутузова дивизия[1].

## История и боевой путь дивизии
Дивизия сформирована 24 мая 1942 года в составе семи полков на основании Приказа НКО № 00101 от 23 мая 1942 года на базе Управления Военно-воздушных сил 50-й армии. Вошла в состав 1-й воздушной армии Западного фронта, с которой прошла всю войну до конца. На вооружении дивизии стояли самолёты Ли-2, СБ, Р-5 и У-2 (с 1944 года По-2).
В составе 1-й воздушной армии дивизия поддерживала наземные войска на юхновском, гжатском и ржевском направлениях. С 24 апреля 1944 года и до окончания войны дивизия вела боевые действия в составе 1-й воздушной армии 3-го Белорусского фронта.
За период с 25 мая 1942 года по 15 мая 1943 года дивизия 14 646 боевых вылетов с налетом 24 106 часов. Помимо боевых вылетов дивизия выполнила 29 105 вылетов на транспортировку личного состава и связь с налетом 15 955 часов. В период распутицы перевезено передовым частям 5, 31 и 33 армий 68 912 кг продуктов. За этот период дивизия потеряла (боевые потери) 28 самолётов, 14 летчиков и 17 стрелков. Не боевые потери дивизии составили 16 самолётов, 7летчиков и 10 стрелков.
В мае 1943 года штаб дивизии располагался в городе Сухиничи Калужской области. В июне 1943 года дивизия транспортировала грузы партизанским отрядам в брянские и смоленские леса (Фошня, Ботогово, Взденежье, Еленев Холм, Новые Умысличи, Ковали, Мамаевка). Эту задачу выполняли в основном летчики 15-го авиаполка, сформированного из летчиков ГВФ.
С началом Курской битвы в июле 1943 года летчики дивизии содействовали наступающим наземным войскам на брянско-болховском направлении. До ста пятидесяти самолётов По-2 наносили бомбовые удары по врагу, вели разведку. Боевую работу все авиаполки вели как с основных аэродромов, так и с аэродромов подскока, оборудованных в десяти — пятнадцати километрах от переднего края. На аэродромах подскока находилась небольшая группа механиков, оружейников и техников, имелся необходимый запас боеприпасов и горючего. После первого вылета летчики возвращались за бомбами уже не на основной аэродром, а на один из аэродромов подскока.
Летчики дивизии использовали ночную тактику боевых действий: приглушив мотор, снижались до высоты 50 — 100 метров и сбрасывали бомбы, затем выполняли манёвр уклонения и исчезали из поля зрения противника. Через несколько минут над целью появлялся следующий экипаж. Таким образом, один за другим экипажи вели непрерывную боевую работу. С самолётов сбрасывались по четыре пятидесятикилограммовые или две стокилограммовые бомбы. Иногда экипажи выполняли проход на предельно малой высоте (5 — 10 метров) над позициями противника, выполняя стрельбу из пулемета.
При боях в районе Ельни полки дивизии выполняли за ночь до трехсот вылетов. Помогая наземным войскам, более ста самолётов По-2 участвовали в уничтожении ярцевской группировки немцев. Летчики вели разведку, препятствовали подвозу вражеской техники, войск, разрушали переправы через Днепр и Десну.
В октябре 1943 года дивизия была разделена на две — 213-ю и 325-ю. В состав ночных бомбардировочных авиадивизий теперь стало входить по три полка, что позволило использовать их более оперативно. В 213-й авиадивизии осталось четыре полка — 15-й, 17-й, 615-й, который в начале 1944 года перевели в другую дивизию, и 24-й гвардейский. Штаб дивизии располагался в деревне Морозовка.
Несмотря на неблагоприятные погодные условия — облачность, дождь, туман, снег — летчики дивизии выполняли боевые вылеты на разведку железных и шоссейных дорог, ведущих к Витебску, Орше, Могилеву. Заданные маршруты были протяженностью от 180 до 300 километров. В этих полетах летчики сбрасывали бомбы на железнодорожные составы, скопления войск и автотранспорта на дорогах.
Весной 1944 года при подготовке к операции по освобождению Белоруссии Западный фронт был разделен на два: 2-й и 3-й Белорусские фронты. 1-я воздушная армия, в составе которой входила авиадивизия, вошла в 3-й Белорусский фронт. Войскам фронта предстояло нанести удар по центральному, наиболее укрепленному участку Восточного вала — от Витебска до Орши включительно, затем, преодолев полосу обороны противника, развивать наступление в направлении на Минск и далее к западной границе СССР. В этот период экипажи легких ночных бомбардировщиков искали и уничтожали воинские эшелоны на участке железной дороги Витебск — Орша, автотранспорт на дорогах, идущих к Витебску, вели разведку железнодорожного узла Орша, следили за передвижением войск в направлении к Витебску, прибытием резервов к оборонительным рубежам на оршанском направлении. Основные дороги разведывались не реже чем через час.
Помимо основных боевых задач на дивизию возлагалось обеспечение оружием, боеприпасами и продуктами белорусских партизан. Полеты выполнялись ежедневно в любую погоду на партизанские площадки: Бельняки, Лозовка, Лукаиль, Аксеньковичи, Барсуки, Ново-Белица. Кроме боеприпасов, оружия и продовольствия летчики доставляли на партизанские базы радистов, минеров, офицеров-разведчиков, а обратным рейсом забирали раненых и больных.
В мае 1944 года после начала блокады партизанских баз в лесах Лепельщины на помощь партизанам был направлен 17-й авиаполк. Бомбовыми ударами и обстрелом с предельно малых высот летчики уничтожали войска карателей в лесных районах Сенно, Улла, Камень.
С началом Белорусской операции вечером 23 июня 1944 года дивизия бомбила отходившие войска противника, разрушала железнодорожные пути, вела непрерывную разведку. За эту ночь летчики дивизии провели около ста боевых вылетов. В первый же день наступления войска фронта вплотную подошли к железной дороге Витебск — Орша. Летчики дивизии, нанося противнику бомбовые удары, помогли стрелковым частям освободить станцию Замосточье и перерезать железнодорожную магистраль, бомбили шоссейные дороги, идущие к Витебску с запада и юга, остров Юрьев — возвышенность, господствовавшую над местностью и названную островом потому, что она находилась среди непроходимых болот. Совместно с другими авиачастями полки дивизии участвовали в массированном налете на Богушевск. Этим был обеспечен его быстрый захват наземными войсками.
За отличие в боях за овладение крупным областным центром Белоруссии городом Витебск — важным стратегическим узлом обороны немцев на западном направлении приказом ВГК № 120 от 25 июня 1944 года дивизии присвоено почётное наименование «Витебская». 27 июня дивизия помогала войскам войти в Оршу, а 28 июня освободить город Лепель.
С 29 июня 1944 года дивизия участвует в Минской операции, с 5 июля освобождает Прибалтику, участвуя в Вильнюсской и Каунасской операциях.
С конца 1944 года дивизия участвует в освобождении Восточной Пруссии, действуя вместе с войсками 11-й гвардейской армии на центральном инстербургско-гумбинненском направлении. Войска 11-й гвардейской армии глубоко вклинились в немецкие позиции, летчики дивизии вели разведку на правом и левом флангах армии, наносили бомбовые удары по переднему краю противника. За октябрь только 24-й гвардейский авиаполк (тридцать экипажей) выполнил 1860 боевых вылетов.
С середины января 1945 года армии 3-го Белорусского фронта начали широкое наступление по линии Сударги, Августов, нанося главный удар в направлении на Пилькаллен. Содействуя наземным войскам, полки дивизии наращивали бомбовые удары по переднему краю противника. В отдельные ночи дивизия делала более чем 900 самолёто-вылетов.
19 января войска 3-го Белорусского фронта прорвали долговременную, глубоко эшелонированную оборону немцев в Восточной Пруссии. 20 января был взят Тильзит, 22 января — Инстербург (ныне Черняховск), 23 января войска фронта форсировали реки Дайме и Прегель и овладели городами Лабиау и Велау, прикрывавшими подступы к Кенигсбергу. В конце февраля на митингах в полках дивизии был зачитан Указ Президиума Верховного Совета СССР о награждении 213-й Краснознаменной Витебской ночной бомбардировочной авиадивизии орденом Кутузова II степени.
Участвуя в штурме Кенигсберга, дивизия перед началом штурма два месяца ударами бомбардировщиков с воздуха разрушала оборону осажденного города. Экипажи дивизии подавляли огневые точки, нарушали связь, вызывали пожары. За одну ночь дивизия сбросила на позиции 150 тонн бомб. После капитуляции гарнизона Кенигсберга 9 апреля 1945 года полки дивизии стали перебазироваться поближе к порту и крепости Пиллау (ныне Балтийск) на заливе Фришес-Хафф. Последние боевые вылеты дивизия выполняла с нанесением ударов по городу и порту Пиллау до 25 апреля, когда наземные войска 3-го Белорусского фронта овладели городом и портом Пиллау, отрезав немецким войскам дорогу к морю.
В начале мая 1945 года дивизия награждена орденом Суворова II степени. В последние дни войны экипажи летали на косу Фрише-Нерунг, где шли завершающие бои, на разведку до устья Вислы и к Балтийскому морю. День победы дивизия встретила в городке Прейс-Холлянд, где базировался штаб дивизии. В конце августа дивизия перебазировалась в Белоруссию.
В составе действующей армии дивизия находилась с 24 мая 1942 года по 9 мая 1945 года.
В связи с сокращением Вооруженных сил СССР в послевоенный период в апреле 1947 года 213-я ночная бомбардировочная авиационная Витебская Краснознамённая орденов Суворова и Кутузова дивизия была расформирована.

## Участие в операциях и битвах
- Ржевская битва (с 30 июля 1942 года по 31 марта 1943 года)
  - Ржевско-Сычёвская операция — с 30 июля 1942 года по 23 августа 1942 года.
  - Погорело-Городищенская операция — с 30 июля 1942 года по 23 августа 1942 года.
  - Ржевско-Вяземская операция — с 2 марта 1943 года по 31 марта 1943 года.
- Курская битва — с 5 июля 1943 года по 23 августа 1943 года.
- Орловская наступательная операция — с 12 июля 1943 года по 18 августа 1943 года.
- Смоленская наступательная операция — с 7 августа 1943 года по 2 октября 1943 года.
  - Спас-Деменская операция  — с 7 августа 1943 года по 20 августа 1943 года.
  - Ельнинско-Дорогобужская операция — с 28 августа 1943 года по 6 сентября 1943 года.
  - Смоленско-Рославльская операция — с 15 сентября 1943 года по 2 октября 1943 года.
- Витебская наступательная операция — с 3 февраля по 13 марта 1944 года.
- Белорусская наступательная операция — с 23 июня 1944 года по 29 августа 1944 года.
  - Витебско-Оршанская операция — с 23 июня 1944 года по 28 июня 1944 года.
  - Минская наступательная операция — с 29 июня 1944 года по 4 июля 1944 года.
  - Вильнюсская наступательная операция — с 5 июля 1944 года по 20 июля 1944 года.
  - Каунасская наступательная операция — с 28 июля 1944 года по 28 августа 1944 года.
- Прибалтийская наступательная операция — с 14 сентября 1944 года по 24 ноября 1944 года.
  - Мемельская наступательная операция — с 5 октября 1944 года по 22 октября 1944 года.
- Восточно-Прусская наступательная операция — с 13 января 1945 года по 25 апреля 1945 года.
  - Инстербургско-Кенигсбергская операция — с 13 по 27 января 1945 года.
  - Кенигсбергская операция (Штурм Кёнигсберга)- с 6 апреля 1945 года по 9 апреля 1945 года.
  - Земландская наступательная операция — с 13 апреля 1945 года по 25 апреля 1945 года.

## Командир дивизии
- полковник Федульев Семён Иванович, с 10 мая 1942 года по 13 мая 1943 года, ранен.
- Герой Советского Союза генерал-майор авиации Молоков Василий Сергеевич, с 14 мая 1943 года по июнь 1946 года.

## В составе объединений
| Дата          | Фронт (округ)               | Армия               | Примечания |
| ------------- | --------------------------- | ------------------- | ---------- |
| 24.05.1942 г. | Западный фронт              | 1-я воздушная армия | -          |
| 24.04.1944 г. | 3-й Белорусский фронт       | 1-я воздушная армия | -          |
| 15.08.1945 г. | Барановичский военный округ | 1-я воздушная армия | -          |
| 04.02.1946 г. | Белорусский военный округ   | 1-я воздушная армия | -          |

## Части и отдельные подразделения дивизии
За весь период своего существования боевой состав дивизии претерпевал изменения:
| Период                  | Наименование                                              | Вооружение                           |
| ----------------------- | --------------------------------------------------------- | ------------------------------------ |
| 24.05.1942 — 22.11.1942 | 1-й ночной бомбардировочный авиационный полк              | переименован в 22-й гвардейский нбап |
| 05.05.1943 — 01.05.1947 | 15-й ночной бомбардировочный авиационный полк             |                                      |
| 05.05.1943 — 05.08.1943 | 16-й ночной бомбардировочный авиационный полк             | передан в состав 325-й нбад          |
| 05.05.1943 — 01.05.1947 | 17-й ночной бомбардировочный авиационный полк             |                                      |
| 25.05.1942 — 08.05.1944 | 615-й ночной бомбардировочный авиационный полк            | убыл на переформирование             |
| 24.05.1942 — 20.06.1942 | 618-й ночной бомбардировочный авиационный полк            | убыл на переформирование             |
| 23.06.1942 — 05.08.1943 | 634-й ночной бомбардировочный авиационный полк            | передан в состав 325-й нбад          |
| 28.07.1942 — 05.08.1943 | 644-й ночной бомбардировочный авиационный полк            | передан в состав 325-й нбад          |
| 24.05.1942 — 22.11.1942 | 700-й ночной бомбардировочный авиационный полк            | переименован в 24-й гвардейский нбап |
| 04.07.1942 — 01.09.1942 | 702-й ночной бомбардировочный авиационный полк            | передан в состав 271-й нбад          |
| 22.11.1942 — 20.04.1943 | 22-й гвардейский ночной бомбардировочный авиационный полк | передан в состав 204-й бад           |
| 22.11.1942 — 01.05.1947 | 24-й гвардейский ночной бомбардировочный авиационный полк |                                      |

## Присвоение гвардейских званий
За массовый героизм, проявленные доблесть и мужество приказом Народного комиссара обороны № 374 от 22 ноября 1942 года:
- 1-й ночной бомбардировочный авиационный полк переименован в 22-й гвардейский ночной бомбардировочный авиационный полк.
- 700-й ночной бомбардировочный авиационный полк переименован в 24-й гвардейский ночной бомбардировочный авиационный полк.

## Почётные наименования
- Приказом НКО № 207 от 4 мая 1943 года 24-му гвардейскому ночному бомбардировочному авиационному полку присвоено почётное наименование «Юхновский».
- За отличие в боях при овладении городом и оперативно важным железнодорожным узлом Орша — мощным бастионом обороны немцев, прикрывающим минское направление, приказом НКО № 0182 от 6 июля 1944 года на основании Приказа ВГК № 121 от 27 июня 1944 года 17-му ночному бомбардировочному авиационному полку присвоено почётное наименование «Оршанский».
- За отличие в боях за овладение крупным областным центром Белоруссии городом Витебск — важным стратегическим узлом обороны немцев на западном направлении приказом НКО № 0193 от 10 июля 1944 года на основании Приказа ВГК № 120 от 25 июня 1944 года 213-й ночной бомбардировочной авиационной дивизии присвоено почётное наименование «Витебская».
- За отличие в боях за овладение крупным областным центром Белоруссии городом Витебск — важным стратегическим узлом обороны немцев на западном направлении приказом НКО № 0193 от 10 июля 1944 года на основании Приказа ВГК № 120 от 25 июня 1944 года 15-му ночному бомбардировочному авиационному полку присвоено почётное наименование «Витебский».

## Награды
- За образцовое выполнение заданий командования в боях при прорыве обороны немцев и вторжение в пределы Восточной Пруссии, проявленные при этом доблесть и мужество Указом Президиума Верховного Совета СССР от 14 ноября 1944 года 213-я ночная бомбардировочная авиационная Витебская дивизия Указом награждена орденом «Красного Знамени»[2].
- За образцовое выполнение заданий командования и проявленные при этом доблесть и мужество Указом Президиума Верховного Совета СССР от 2 августа 1944 года 15-й ночной бомбардировочный авиационный полк награждён орденом «Красного Знамени»[2].
- За образцовое выполнение заданий командования в боях с немецкими захватчиками, за прорыв обороны немцев в Восточной Пруссии и проявленные при этом доблесть и мужество 17-й ночной бомбардировочный авиационный Оршанский полк Указом Президиума Верховного Совета СССР от 19 февраля 1945 года награждён орденом «Суворова III степени»[3].
- За образцовое выполнение заданий командования в боях с немецкими захватчиками, за прорыв обороны немцев в Восточной Пруссии и проявленные при этом доблесть и мужество 24-й гвардейский ночной бомбардировочный авиационный Юхновский полк Указом Президиума Верховного Совета СССР от 19 февраля 1945 года награждён орденом «Кутузова III степени»
- За образцовое выполнение заданий командования в боях с немецкими захватчиками при овладении городами Хайльсберг, Фридланд и проявленные при этом доблесть и мужество Указом Президиума Верховного Совета СССР от 5 апреля 1945 года 15-й ночной бомбардировочный авиационный Витебский Краснознамённый полк награждён орденом «Александра Невского»[3].
- За образцовое выполнение заданий командования в боях с немецкими захватчиками и проявленные при этом доблесть и мужество Указом Президиума Верховного Совета СССР 15-й ночной бомбардировочный авиационный Витебский Краснознамённый ордена Александра Невского полк награждён орденом «Суворова III степени».
- За образцовое выполнение заданий командования в боях за овладение городами Тапиау, Алленбург, Норденбург, Летцен и проявленные при этом доблесть и мужество Указом Президиума Верховного Совета СССР от 19 февраля 1945 года 213-я ночная бомбардировочная авиационная Витебская Краснознамённая дивизия награждена орденом «Кутузова II степени».
- За образцовое выполнение заданий командования в боях с немецкими захватчиками и проявленные при этом доблесть и мужество Указом Президиума Верховного Совета СССР 213-я ночная бомбардировочная авиационная Витебская Краснознамённая ордена Кутузова дивизия награждена орденом «Суворова II степени».

## Благодарности Верховного Главнокомандующего
Воинам дивизии объявлены благодарности Верховного Главнокомандующего:
- За отличие в боях за овладение крупным областным центром Белоруссии городом Витебск — важным стратегическим узлом обороны немцев на западном направлении[4].
- За отличие в боях при овладении городом и оперативно важным железнодорожным узлом Орша — мощным бастионом обороны немцев, прикрывающим минское направление[5].
- За отличие в боях при овладении городом и крепостью Каунас (Ковно) — оперативно важным узлом коммуникаций и мощным опорным пунктом обороны немцев, прикрывающим подступы к границам Восточной Пруссии[6].
- За прорыв обороны противника северо-западнее и юго-западнее города Шауляй (Шавли) и овладении важными опорными пунктами обороны немцев Телыпай, Плунгяны, Мажейкяй, Тришкяй, Тиркшляй, Седа, Ворни, Кельмы, а также овладении более 2000 других населенных пунктов[7].
- За отличие в боях при овладении мощными опорными пунктами обороны противника — Ширвиндт, Наумиестис (Владиславов), Виллюнен, Вирбалис (Вержболово), Кибартай (Кибарты), Эйдткунен, Шталлупенен, Миллюнен, Вальтеркемен, Пиллюпенен, Виштынец, Мелькемен, Роминтен, Гросс Роминтен, Вижайны, Шитткемен, Пшеросьль, Гольдап, Филипув, Сувалки и занятиим около 900 других населенных пунктов, из которых более 400 населенных пунктов на территории Восточной Пруссии[8].
- За отличие в боях при прорыве долговременной, глубоко эшелонированной обороны немцев в Восточной Пруссии и овладении штурмом укрепленными городами Пилькаллен, Рагнит и сильными опорными пунктами обороны немцев Шилленен, Лазденен, Куссен, Науйенингкен, Ленгветен, Краупишкен, Бракупенен, а также занятии с боями более 600 других населенных пунктов[9].
- За отличие в боях при овладении городами Восточной Пруссии Тильзит, Гросс-Скайсгиррен, Ауловенен, Жиллен и Каукемен — важными узлами коммуникаций и сильными опорными пунктами обороны немцев на кенигсбергском направлении[10].
- За отличие в боях при овладении городом Инстербург — важным узлом коммуникаций и мощным укрепленным районом обороны немцев на путях к Кенигсбергу[11]..
- За отличие в боях при овладении городами Тапиау, Алленбург, Норденбург и Летцен[12].
- За отличие в боях при овладении городом Гинденбург[13].
- За отличие в боях при овладении городами Хайльсберг и Фридланд[14].
- За отличия в боях при овладении городом и крепостью Торунь (Торн) — важным узлом коммуникаций и мощным опорным пунктом обороны немцев на реке Висла[15].
- За отличие в боях при овладении городами Ландсберг и Бартенштайн — крупными узлами коммуникаций и сильными опорными пунктами обороны немцев в центральных районах Восточной Пруссии[16].
- За отличие в боях при овладении городом Прейс-Эйлау — важным узлом коммуникаций и сильным опорным пунктом обороны немцев в Восточной Пруссии[17].
- За отличие в боях при овладении городом Хайлигенбайль — последним опорным пунктом обороны немцев на побережье залива Фриш-Гаф, юго-западнее Кёнигсберга[18].
- За отличие в боях при разгроме и завершении ликвидации окруженной восточно-прусской группы немецких войск юго-западнее Кёнигсберга[19].
- За отличие в боях при овладении крепостью и главным городом Восточной Пруссии Кенигсберг — стратегически важным узлом обороны немцев на Балтийском море[20].
- За отличие в боях при овладении последним опорным пунктом обороны немцев на Земландском полуострове городом и крепостью Пиллау — крупным портом и военно-морской базой немцев на Балтийском море[21].

## Отличившиеся воины дивизии
- Герой Советского Союза Ковалёв Тимофей Алексеевич, майор, командир эскадрильи 15-го ночного бомбардировочного авиационного полка 213-й ночной бомбардировочной авиационной дивизии 1-й воздушной армии Указом Президиума Верховного Совета СССР от 29 июня 1945 года удостоен звания Герой Советского Союза. Золотая Звезда № 6291.
- Герой Советского Союза Марьин Иван Ильич, старший лейтенант, штурман звена 24-го гвардейского ночного бомбардировочного авиационного полка 213-й ночной бомбардировочной авиационной дивизии 1-й воздушной армии Указом Президиума Верховного Совета СССР от 15 мая 1946 года удостоен звания Герой Советского Союза. Золотая Звезда № 9049.